# Żuławy Wiślane
Żuławy Wiślane (313.54) – jednostka fizjograficzna wchodząca w skład makroregionu Pobrzeże Gdańskie (313.5) i podprowincji Pobrzeża Południowobałtyckie (313). Obejmują rozległą równinę deltową Wisły przypominającą w ogólnym zarysie kształt trójkąta, którego wierzchołek znajduje się w rozwidleniu Wisły na Leniwkę i Nogat, zaś podstawa wyznaczona jest przez Mierzeję Wiślaną. Wysokość tak wyznaczonej figury osiąga około 50 km, a podstawa – około 40 km. Obszar Żuław jako jednostki fizjograficznej zbliżony jest do obszaru wydzielanej w geobotanicznym podziale Polski krainy Żuławy Wisły. Powierzchnia Żuław wynosi około 1700 km², z czego 450 km² stanowią tereny depresyjne, położone poniżej poziomu morza.

## Etymologia nazwy
W literaturze podejmującej problematykę Żuław Wiślanych istnieją rozbieżności co do źródłosłowu nazwy tej krainy geograficznej. Często geneza słowa Żuławy wiązana jest bądź to z pruską przeszłością tego obszaru i słowem „solov” – wyspa, bądź też z polskim rzeczownikiem „żuł”, czyli namuł, osad rzeczny. Inne źródła podają natomiast, iż nazwa pochodzi z języka pierwotnych Prusów i tylko została spolszczona (po litewsku: sala – wyspa, žolė – trawa).

## Historia osadnictwa
Początki osadnictwa na Żuławach sięgają okresu od około 2500 do 1700 lat p.n.e. Potwierdzają to znaleziska archeologiczne z kilku miejscowości, jak np.: Niedźwiedziówka, Lubieszewo, Ostaszewo, Kaczynos, Kończewice, Krasnołęka, Lasowice Wielkie czy Lichnowy. Prawdopodobnie odnalezione osady miały jedynie charakter okresowy, a ich powstanie mogło mieć związek z głównymi zajęciami ówczesnej ludności, tj. rybołówstwem oraz poławianiem i obróbką bursztynu.
Następne epoki nie przynoszą zmian w zasięgu i natężeniu osadnictwa.
Na wiek IX n.e. datowana jest osada Truso, której pozostałości zostały odkryte w Janowie Pomorskim, niedaleko Elbląga. Ośrodek ten leżący wówczas na krawędzi tworzącej się delty, był ważnym ośrodkiem handlowo-rzemieślniczym, utrzymującym rozległe kontakty gospodarcze ze Skandynawią, słowiańskimi plemionami zachodniopomorskimi i plemionami pruskimi.
Do XII wieku osadnictwo koncentrowało się na krawędziach wysoczyzn morenowych wokół delty, w okolicach Gdańska, Miłobądzu, Gorzędzieju, Lichnowach i Węgrach (ludność słowiańska) oraz wokół jeziora Drużno i na Wysoczyźnie Elbląskiej (Prusowie).
W XIII wieku rozpoczęła się intensywna, słowiańsko-pruska kolonizacja, pozostałościami której są istniejące do dziś osady i systemy odwadniające oraz liczne nazwy miejscowości. Na Żuławach Wiślanych występują sprzyjające rolnictwu mady oraz miejscami gleby torfowe.
Do końca XIII wieku osadnictwo słowiańskie sięgnęło na północy i wschodzie po linię: Płonia Wielka (obecnie teren Rafinerii Gdańskiej), Cedry Wielkie, Ostaszewo, Lubieszewo, Świerki, Malbork. Po drugiej stronie powyższej granicy, która miała wiele odchyleń, istniał szereg osad zamieszkanych przez ludność pruską.
W średniowieczu oraz późniejszym okresie Żuławy (niem. nazwa Werder) były terenem intensywnej kolonizacji holenderskiej (mieszkali tu Olędrzy, wyznania mennonickiego), a następnie niemieckiej. Najszybciej osadnicy pojawili się w 1536 roku w Lichnowach.
Po II rozbiorze Polski w 1793 roku całe ich terytorium włączono do Prus, rozdzielając między nowe powiaty Danziger Niederung i Danziger Höhe.
W latach 1920–1939 stały się częścią Wolnego Miasta Gdańska. Po II wojnie światowej powróciły do Polski, opuszczone po zalaniu polderów i ucieczce dotychczasowych mieszkańców. Tereny te zasiedlili przesiedleńcy z Wołynia, Wileńszczyzny oraz osadnicy z Kaszub i Kociewia.

## Regionalizacja fizycznogeograficzna
Granice Żuław są wytyczone przez ostro zarysowane krawędzie wysoczyzn morenowych silnie kontrastujące z płaską krainą deltową. Na zachodzie i południowym zachodzie granice stanowią wysoko wzniesiona krawędź wschodnich peryferii Pojezierza Kaszubskiego (314.51), a także Pojezierza Starogardzkiego (314.52), na południu i południowym wschodzie Dolina Kwidzyńska (314.81) i krawędź Pojezierza Iławskiego (314.9), a na wschodzie Równina Warmińska (313.56) oraz wyraźnie zarysowana krawędź Wysoczyzny Elbląskiej (313.55). Tu u południowych stoków Wysoczyzny Elbląskiej zaznacza się nieduże odchylenie od powierzchni wspomnianego trójkąta, gdyż w okolicach Pasłęka delta Wisły wciska się niewielką zatoką pomiędzy obszary wysoczyzn morenowych. Na północy, a więc od strony Zatoki Gdańskiej, granica Żuław Wiślanych jest również ostro zarysowana. Tworzy ją wyraźny pas zwydmionych piasków morskich – Mierzeja Wiślana (313.53).
Żuławy Wiślane podzielone są na trzy mniejsze terytoria
- Żuławy Gdańskie (niem. das Danziger Werder) – położone na lewym brzegu Wisły, obejmują zachodnią część równiny deltowej położoną między krawędzią Pojezierza Kaszubskiego a Wisłą.

- Żuławy Malborskie (niem. das Marienburger Werder) – obejmują tereny położone w widłach Wisły i Nogatu (zwane Żuławami Wielkimi, niem. das Große Werder) i te wsie na wschód od Nogatu, które leżą poniżej linii osad: Kukułka, Gronowo, Oleśno i Ząbrowo. Te ostatnie noszą nazwę Żuław Małych (das kleine Marienburger Werder)

- Żuławy Elbląskie (niem. das Elbinger Werder) – obejmują tereny leżące na wschód od Nogatu i powyżej Żuław Małych.

## Rzeźba terenu

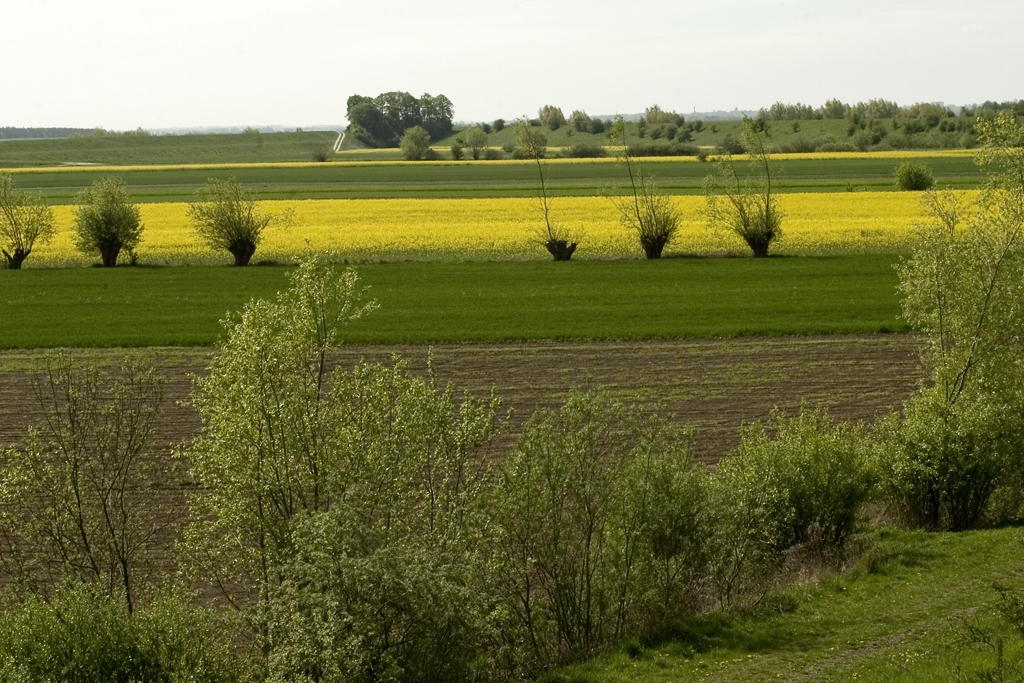
Krajobraz Żuław

Obszar Żuław Wiślanych stanowi tylko teoretycznie płaską równinę, wznoszącą się niewiele ponad poziom morza i nieznacznie podniesioną w górę rzeki. Niedostrzegalne w terenie dla ludzkiego oka różnice w wysokości, wychwytuje dopiero mapa topograficzna. Pozwala ona stwierdzić istnienie wielu różnej wielkości nabrzmień, a także powierzchni położonych poniżej poziomu morza, tworzących obszary depresyjne. Powierzchnia Żuław u nasady delty, przy rozgałęzieniu Leniwki i Nogatu w tak zwanej Mątowskiej Głowie, znajduje się nieco powyżej 10 m n.p.m. stąd powierzchnia stopniowo się obniża w kierunku północnym i północno-wschodnim, aby mniej więcej na linii Święty Wojciech, Kiezmark, Nowy Dwór Gdański, Jegłownik i Rozgart osiągnąć 0 m i przejść w kilka obniżeń leżących poniżej poziomu morza.
Obszary depresyjne stanowią ok. 28% ogólnej powierzchni delty. Największy obszar depresyjny rozpościera się wokół jeziora Druzno, głównie po jego zachodniej i północno-zachodniej stronie. Zajmuje on powierzchnię 181 km² (22 km długości i 13 km szerokości). Na jego obszarze w Raczkach Elbląskich znajduje się punkt uważany dawniej za najniżej położoną lokalizację w Polsce (1,8 m p.p.m.). Jest to miejsce położone przy drodze krajowej numer 22 pomiędzy miastami Elbląg i Malbork. Drugi co do wielkości obszar depresyjny, obejmujący 152 km², rozprzestrzenia się szeroko w okolicach Nowego Dworu Gdańskiego. Znaczne obszary depresyjne znajdują się również w okolicach miejscowości Marzęcino (do 2,2 m p.p.m.), uznanej obecnie za najniżej położony punkt Polski, i Kępiny Małe.
Powierzchnie wznoszące się 0–5 m n.p.m. rozprzestrzenione są najbardziej (zajmują 47%), natomiast na powierzchnie powyżej 5 m n.p.m. przypada 25%, przy czym najwyżej położone punkty osiągają zaledwie 11,4 m n.p.m. (w miejscowości Jegłownik) i 14,6 m n.p.m. w Grabinach-Zameczku.

## Wody powierzchniowe
Wody powierzchniowe na Żuławach Wiślanych zatraciły, w większości przypadków, swoje naturalne cechy w wyniku długotrwałej ingerencji człowieka. Cechuje je minimalny spadek, a poziom ich zbliżony jest do poziomu morza. Wszystkie cieki stałe są tu właściwie kanałami, których poziom jest regulowany sztucznie.
Głównym ciekiem wodnym w obrębie Żuław jest Wisła, która wraz z Nogatem dzieli je na trzy części: Żuławy Gdańskie, Żuławy Malborskie i Żuławy Elbląskie, a każda z tych części ma osobny układ hydrograficzny. Żuławy Gdańskie leżą w całości w dorzeczu Martwej Wisły, Żuławy Wielkie w dorzeczu Szkarpawy i kilku mniejszych cieków, Żuławy Elbląskie zaś w dorzeczu Nogatu i rzeki Elbląg.
Szkarpawa (27 km długości, całkowita powierzchnia zlewni wynosi 780 km²) poprzez swoje dopływy (Święta (Tuga), Kanał Panieński, Linawa) odwadnia cały obszar Żuław Wielkich. Górną część tegoż obszaru odwadnia grawitacyjnie rzeka Święta nosząca w dolnym odcinku nazwę Tuga (powierzchnia zlewni 274 km²) ze swoimi dopływami: Świerkowską Strugą, Dębińską Strugą, Małą Świętą, Kanałem Lisewskim i Zielonką. Prawobrzeżnym dopływem Szkarpawy jest także Kanał Panieński, zwany Panieńską Łachą. Długość głównego cieku wynosi 32 km, a powierzchnia zlewni 220 km². Kanał Panieński wśród kilku większych dopływów przyjmuje między innymi Izbową Łachę, oraz poprzez Kanał Drzewny – Starą Tugę I i Starą Tugę II.

## Wody podziemne
Na obszarze Żuław Wiślanych występuje pięć pięter użytkowych wód podziemnych:

### Kredowe
Poziom tych wód, zarówno z punktu widzenia zasobów, jak i łatwości eksploatacji, jest dla obszarów Żuław Wielkich i Elbląskich mało wartościowy z uwagi na znaczne zasolenie (duża zawartość jonu Cl−). W jednym z wierceń w okolicach Nowego Dworu Gdańskiego stwierdzono, że na głębokości 105 metrów zasolenie wynosiło 220, a na głębokości 145 m – 4000 mg/l Cl−. Wzrost zasolenia wraz z głębokością w tym piętrze wodonośnym został potwierdzony także w badaniach przeprowadzonych w okolicach Tczewa.

### Trzeciorzędowe
Utwory trzeciorzędowe występują w głębszym podłożu geologicznym Żuław jedynie fragmentarycznie, sprawia to, że wody tego piętra mają na Żuławach ograniczone znaczenie. Szersze ich rozprzestrzenienie stwierdzono na Żuławach Elbląskich.

### Czwartorzędowe
Wody te są najważniejszym piętrem wodonośnym Żuław, nie tylko ze względu na zaopatrzenie w wodę, ale także z punktu widzenia całokształtu gospodarki wodnej tego obszaru. Występują w dwóch zasadniczych poziomach wodonośnych: głębszy (śródmorenowy) związany jest z utworami zlodowacenia środkowopolskiego, a występujący wyżej (międzymorenowy) utworzony jest przez piaski interglacjału emskiego i spągowe partie deltowych osadów holocenu.

#### Poziom śródmorenowy
Występowanie poziomu głębszego stwierdzono między innymi w okolicach Nowej Cerkwi, gdzie warstwę wodonośną stanowią soczewy piasków drobno- i średnioziarnistych o miąższości 10–15 m. Występują one na głębokości 40–80 m. Zwierciadło wody jest napięte i stabilizuje się na rzędnych zbliżonych do powierzchni terenu. Poważnym mankamentem tych wód jest znaczna zawartość związków żelaza sięgająca 10–20 mg/l Fe. Natomiast poziom ten nie wykazuje poważniejszego zasolenia. Średnia ilość jonu chlorkowego wynosi około 40 mg/l.

#### Poziom międzymorenowy
Poziom ten rozprzestrzenia się prawie na całym obszarze Żuław i często w stropie łączy się z piaskami holoceńskimi delty. Miąższość serii wodonośnej wynosi od 15 do 30 m, a miejscami i więcej. Zwierciadło wód jest swobodne lub może być napinane przez słabo przepuszczalne osady aluwialne. Powszechnie zawierają one znaczne ilości związków żelaza (5–10 mg/l Fe). Zawartość tych związków w spągowych partiach holocenu w Nowym Stawie wynosi aż 60 mg/l Fe. Charakterystyczną cechą wód holocenu jest zwiększona ilość siarczanów, azotanów oraz występowanie metanu, wyjątek stanowi ujęcie w Letnikach, które jest głównym ujęciem dla Centralnego Wodociągu Żuławskiego. Z ujęcia tego zaopatrywani są w wodę użytkownicy Żuław Wielkich i Elbląskich.